# Norris Poulson
Norris Poulson (né le 23 juillet 1895 à Haines en Oregon, mort le 25 septembre 1982 à Orange en Californie) est un homme politique américain.
Il a été maire de Los Angeles entre 1953 et 1961, et représentant républicain au Congrès pendant huit ans.

## Biographie
Norris Poulson est né dans le Comté de Baker (Oregon) de parents d'origine danoise. Il fait ses études à l'Université d'État de l'Oregon, et se marie en 1916. Le couple arrive à Los Angeles en 1923. En 1938 il est élu à l'assemblée de Californie. Il siège au Congrès entre 1943 et 1945, puis entre 1947 et 1953, l'année de son élection en tant que maire de Los Angeles.